# ديفيد بيكر (شاعر)
ديفيد بيكر (بالإنجليزية: David Baker)‏ هو شاعر أمريكي، ولد في 27 ديسمبر 1954 في بانجور في الولايات المتحدة.